# Моя хата з краю
«Моя хата з краю» — радянський художній фільм 1986 року, знятий режисером Юхимом Березіним і Юрієм Тимошенком на Кіностудії ім. О. Довженка.

## Сюжет
Останній фільм за участю знаменитого естрадного дуету Тарапуньки та Штепселя.

## У ролях
- Юхим Березін — Штепсель
- Юрій Тимошенко — Тарапунька
- Юлія Пашковська — головна роль

## Знімальна група
- Режисери — Юхим Березін, Юрій Тимошенко
- Сценаристи — Юхим Березін, Юрій Тимошенко